# Ants Jeret
Ants Jeret (* 7. Juni 1938 in Urvaste) ist ein ehemaliger estnischer Radrennfahrer und nationaler Meister im Radsport.

## Sportliche Laufbahn
Jeret war im Straßenradsport aktiv. 1957 begann er mit dem Radsport. 1963 gewann er die nationale Meisterschaft im Straßenrennen, 1970 im Einzelzeitfahren, 1963, 1970 und 1973 im Mannschaftszeitfahren. 1965 und 1968 wurde er Vizemeister im Einzelzeitfahren hinter Ants Väravas. Von 1967 bis 1970 war Jeret Mitglied der sowjetischen Nationalmannschaft. 
In der Polen-Rundfahrt 1967 kam er auf den 18. Rang. 1969 wurde er Zweiter im Etappenrennen Grand Prix de l’Humanité hinter Rudolf Labus.

## Berufliches
Jeret übte verschiedene Berufe aus. Er war als Tischler, Trainer und Richter tätig.